# Gnathophis capensis
Gnathophis capensis és una espècie de peix pertanyent a la família dels còngrids.

## Descripció
- Pot arribar a fer 37 cm de llargària màxima.
- Nombre de vèrtebres: 128-135.
- És de color marró oliva a la zona dorsal, més clar al ventre i platejat al cap.[3]

## Depredadors
A Sud-àfrica és depredat per Helicolenus dactylopterus, Chelidonichthys queketti i el peix martell (Sphyrna zygaena).

## Hàbitat
És un peix marí, demersal i de clima subtropical.

## Distribució geogràfica
Es troba a l'Atlàntic sud-oriental: Sud-àfrica (des de False Bay fins a Plettenberg Bay) i l'illa de Tristan da Cunha.

## Observacions
És inofensiu per als humans.